# Rockin’ All over the World
Rockin’ All over the World ist ein Rocksong, der 1977 in der Version der Gruppe Status Quo ein Hit wurde.
Das Stück wurde von John Fogerty geschrieben und war seine zweite unter eigenem Namen erschienene Single, die 1975 Platz 27 in den US- und Platz 40 in den deutschen Charts erreichte.

## Chartplatzierungen
| ChartsChartplatzierungen       | Höchstplatzierung | Wochen |
| ------------------------------ | ----------------- | ------ |
| Deutschland (GfK)              | 40 (2 Wo.)        | 2      |
| Vereinigte Staaten (Billboard) | 27 (11 Wo.)       | 11     |

## Coverversionen

### Status Quo
Im September 1977 veröffentlichte Status Quo das Stück als Singleauskopplung ihres Albums Rockin’ All Over the World bei Vertigo Records; es wurde sofort ein großer Erfolg. Das Lied erreichte in ihrer Heimat Großbritannien ebenso wie in der Schweiz Platz 3 der Hitparade, in Deutschland Platz 7. Die Version von Status Quo beinhaltet zwei Soli, das erste gespielt von Rick Parfitt und das zweite von Francis Rossi, außerdem das typische Klavier-Intro von Andy Bown. Die Studioversion hat eine Länge von 3 Minuten 33 Sekunden.
Das Lied war in der Version von Status Quo der Opener des Live-Aid-Konzerts 1985, da er das Motto der Veranstaltung repräsentierte.

#### Chartplatzierungen
| ChartsChartplatzierungen     | Höchstplatzierung | Wochen/ Monate |
| ---------------------------- | ----------------- | -------------- |
| Deutschland (GfK)            | 7 (28 Wo.)        | 28 Wo.         |
| Österreich (Ö3)              | 22 (1 Mt.)        | 1 Mt.          |
| Schweiz (IFPI)               | 3 (12 Wo.)        | 12 Wo.         |
| Vereinigtes Königreich (OCC) | 3 (16 Wo.)        | 16 Wo.         |

| ChartsJahrescharts (1978) | Platzierung |
| ------------------------- | ----------- |
| Deutschland (GfK)         | 30          |
| Schweiz (IFPI)            | 19          |

#### Auszeichnungen für Musikverkäufe
| Land/Region                  | Auszeichnungen für Musikverkäufe (Land/Region, Auszeichnung, Verkäufe) | Verkäufe |
| ---------------------------- | ---------------------------------------------------------------------- | -------- |
| Vereinigtes Königreich (BPI) | Platin                                                                 | 600.000  |
| Insgesamt                    | 1× Platin ·                                                            | 600.000  |

### Weitere Coverversionen
Rockin’ All over the World wurde auch von weiteren Gruppen wie den Georgia Satellites und Bon Jovi aufgenommen. Während die meisten Cover-Versionen sich an der Aufnahme von Status Quo orientieren, gibt es auch Fassungen, die sich näher an Fogertys Originalfassung halten. Auch Wolfgang Petry veröffentlichte eine Aufnahme dieses Stücks. Die Erlanger Fun-Metal-Band J.B.O. veröffentlichte 1996 eine umgetextete Spaßversion nach der Melodie des Stücks mit dem Titel Socken kauf' ich nur noch bei Wöhrl!.